# Андруші
Андруші́ — колишнє село неподалік Переяслава, було затоплене Канівським водосховищем, а перед тим включене до складу самого Переяслава.

## З історії
Андруші — колишній древній «град» Устя, який згадується в літописі 1096 та 1136 років.

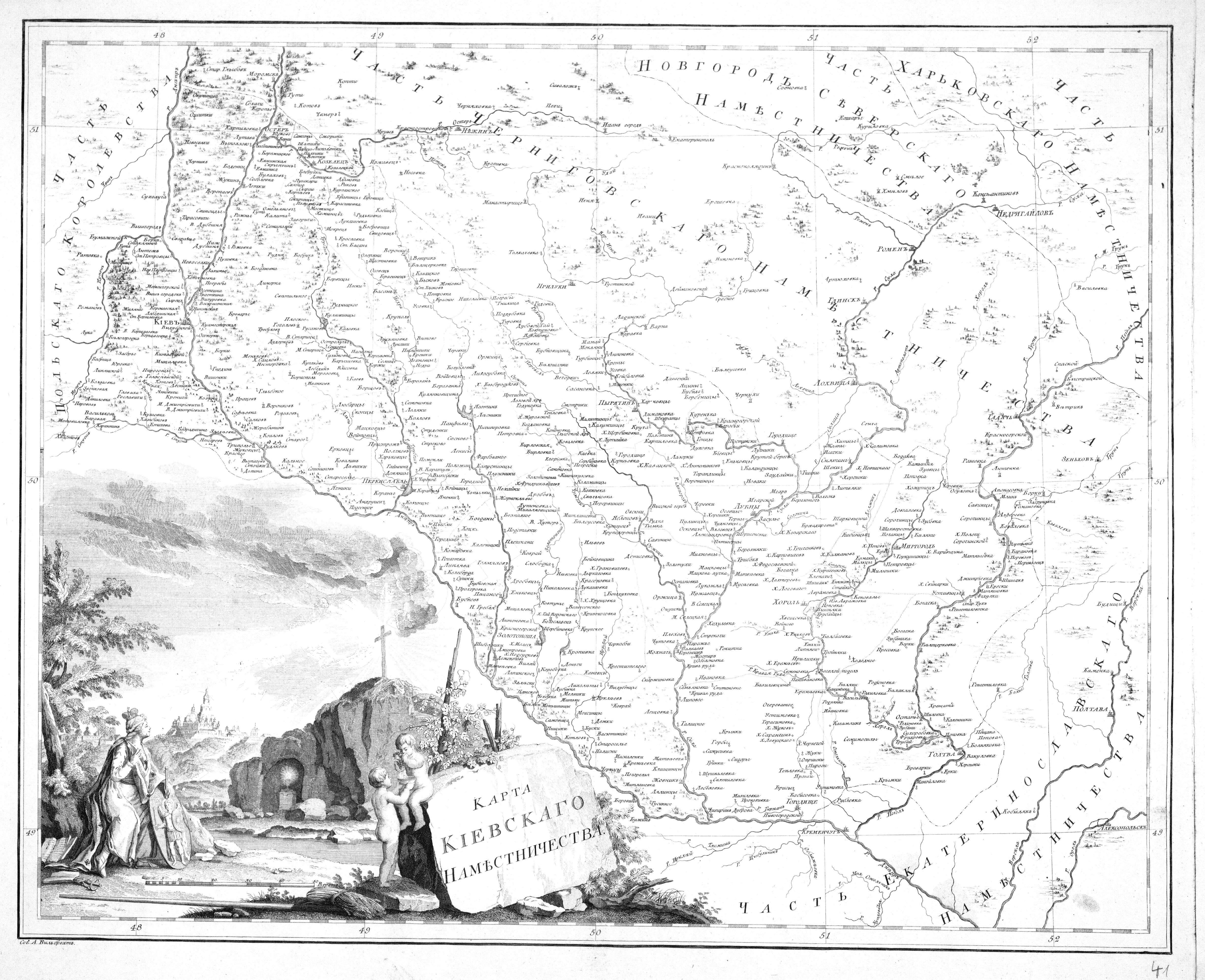
Карта Київського намісництва на якій позначено Андруші. 1792 р.

За козаччини село належало до Трахтемирівської сотні Переяславського полку.
Є сповідний запис за 1777 рік.
За описом Київського намісництва 1781 року село відносилось до Переяславського повіту цього намісництва, і у ньому нараховувалось 38 хат посполитих, різночинських і козацьких підсусідків.
За книгою Київського намісництва 1787 року у селі проживало 153 душі. Було у володінні різного звання «казених людей».
Є на мапі 1800 року.
З ліквідацією Київського намісництва, село у складі Переяславського повіту перейшло до Полтавської губернії.

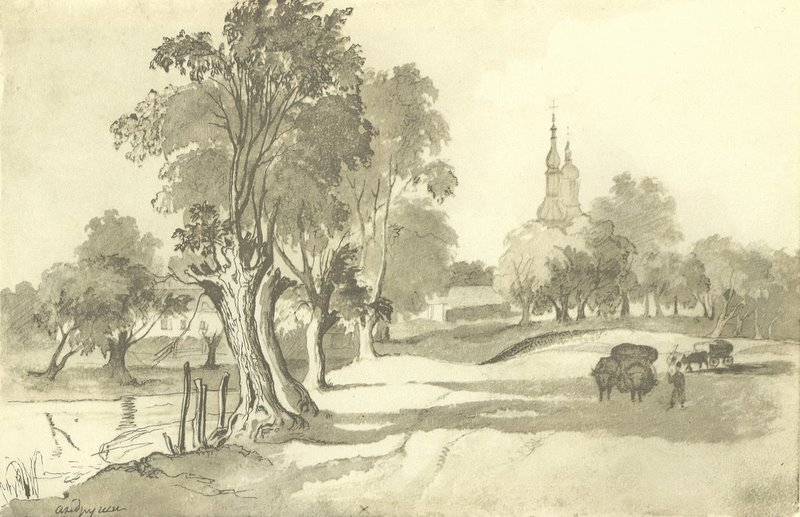
Малюнок Шевченка «Верби в Андрушах»

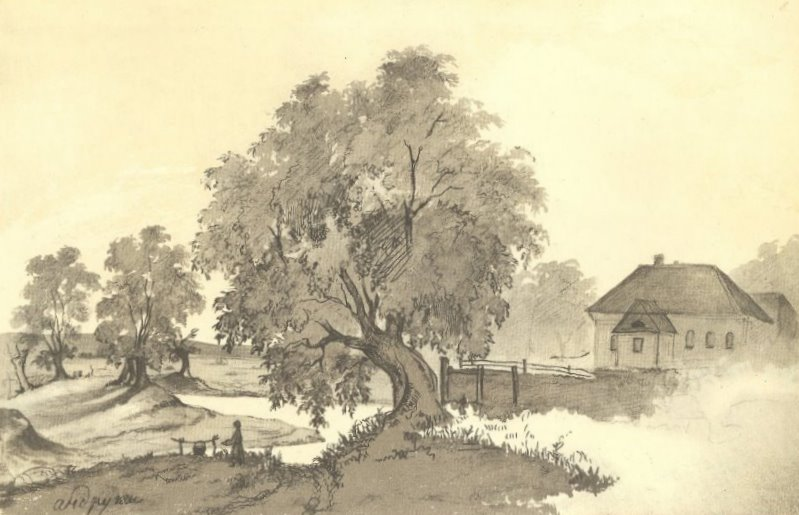
Малюнок Шевченка «Андруші»

Тарас Шевченко перебував у Андрушах у серпні — листопаді 1845 року. Жив у будинку архієрейської садиби. Тут Шевченко виконав два малюнки Андрушів: «Андруші» і «Верби в Андрушах». У повісті «Близнецы» згадується церква із цієї садиби. Згадка про Андруші є також в інших поетичних творах та листах. У листі до Андрія Козачковського від 16 липня 1852 року Шевченко написав:
|  | Помните ли нашу с вами прогулку в Андруши… |

У листі від 14 квітня 1854 року до нього ж радив: 
|  | … возьми посади коло себе жіночку свою і діточок своїх невеличких і поїдьте собі з богом у Андруші, погуляйте собі гарненько у архієрейському гаї, та, гуляючи попід дубами та вербами, згадай той день, як колись перед вечором ми з тобою в Андрушах гуляли… Мені тепер здається, що й раю кращого на тім світі не буде, як ті Андруші… |

Станом на 1885 рік Андруші входили до Переяславської волості.
У 1930 році був створений колгосп ім. Будьонного, розкуркулено 3 двори. Під час Голодомору в селі померло 139 чоловік.
15 листопада 1972 року згідно з Указом Президії Верховної Ради УРСР, села Андруші і Трубайлівка були включені в межу міста Переяслав-Хмельницький.
Невдовзі село затопило Канівське водосховище, а більшість жителів переселили до Переяслава. На один з районів міста перенесена й назва села.
У зв'язку з затопленням села церкву Святого Георгія заздалегідь (1969 року) перевезли до музею народної архітектури та побуту в Переяславі.

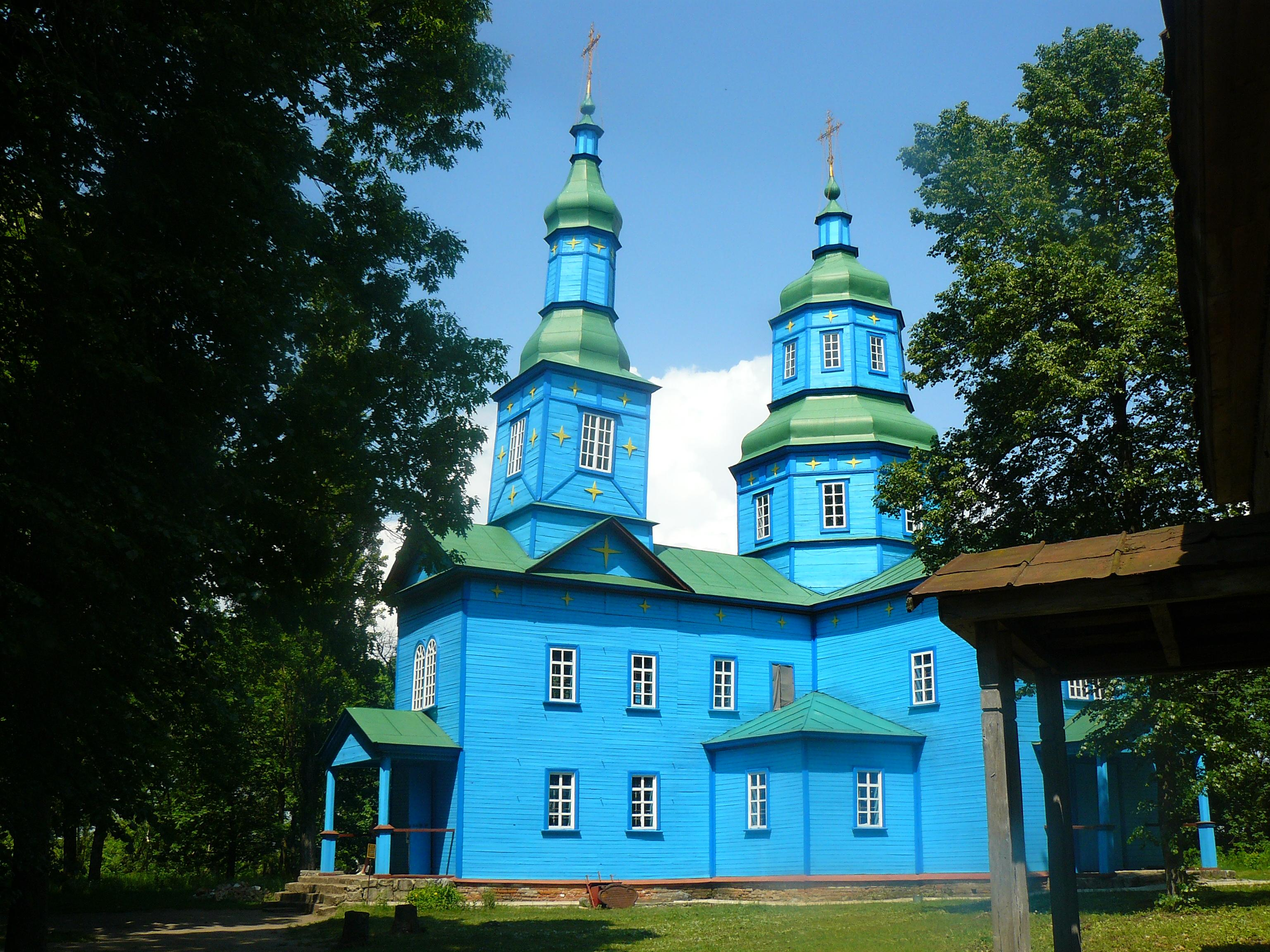
Церква Святого Георгія з с. Андруші. Музей народної архітектури та побуту Середньої Наддніпрянщини. Переяслав, вересень 2013 р.
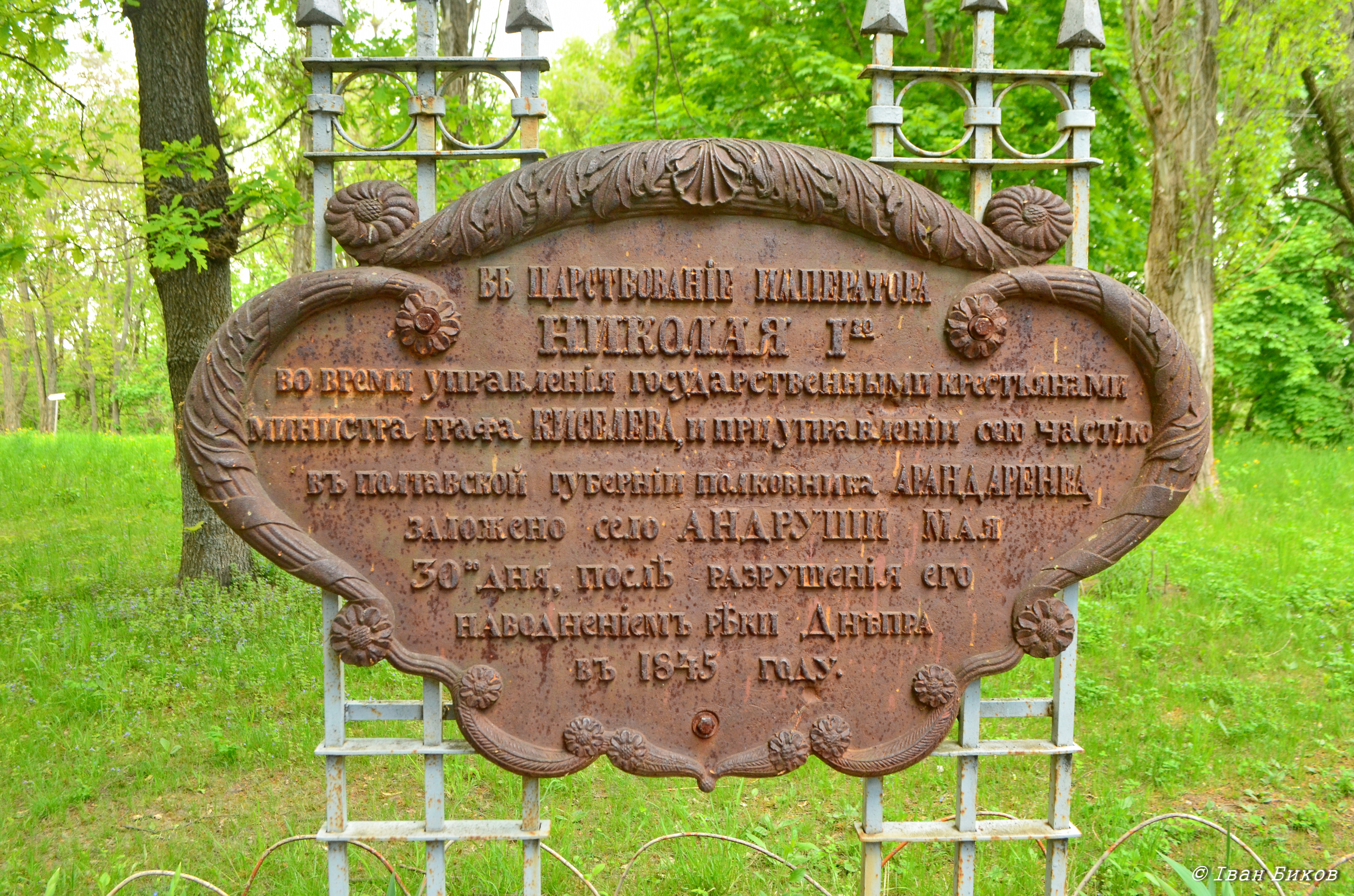
Табличка з церкви про повторне заснування села Андруші. Музей народної архітектури та побуту Середньої Наддніпрянщини. Переяслав, травень 2015 р.